# Shīveh Şal
Shīveh Şal (persiska: شیوه صل) är en ort i Iran.   Den ligger i provinsen Västazarbaijan, i den nordvästra delen av landet, 500 km väster om huvudstaden Teheran. Shīveh Şal ligger 1 110 meter över havet och antalet invånare är 114.
Terrängen runt Shīveh Şal är huvudsakligen kuperad. Shīveh Şal ligger nere i en dal. Runt Shīveh Şal är det ganska tätbefolkat, med 80 invånare per kvadratkilometer. Närmaste större samhälle är Bīshāsb, 1,4 km söder om Shīveh Şal. Trakten runt Shīveh Şal består till största delen av jordbruksmark.